# Cranioleuca semicinerea
Cranioleuca semicinerea е вид птица от семейство Furnariidae.

## Разпространение
Видът е разпространен в Бразилия.